# ORP Mors (1942)
ORP Mors – trałowiec amerykańskiego typu YMS, zakupiony z demobilu przez polskie Ministerstwo Żeglugi i w 1948 roku przekazany Marynarce Wojennej, w której służył do 1957 roku.

## Historia
Stępkę pod drewniany trałowiec typu YMS II położono 15 sierpnia 1942 roku w stoczni San Diego Marine Construction w San Diego w Kalifornii. Wodowanie jednostki oznaczonej YMS-282 nastąpiło 30 listopada 1942 roku, a ukończenie budowy 26 sierpnia 1943 roku. W ramach Lend-Lease Act okręt został przekazany Royal Navy, gdzie pod oznaczeniem BYMS-2282 służył u wybrzeży Afryki Zachodniej a potem na wodach europejskich. Po zakończeniu wojny został zdemobilizowany i 31 lipca 1947 roku formalnie zwrócony US Navy.
Odstawiony okręt został, wraz z trzema innymi, zakupiony przez polskie Ministerstwo Żeglugi i, po niezbędnym remoncie, w grudniu 1947 roku sprowadzony do Gdyni. 18 kwietnia 1948 roku na trzech okrętach podniesiono banderę wojenną, nadając im nazwy „Delfin”, „Foka” i „Mors” (czwarty pozostał w służbie cywilnej, jako statek hydrograficzny „Zodiak”). „Mors” otrzymał oznaczenie burtowe MS a później T-33. Wraz z siostrzanymi jednostkami służył w 4. Flotylli Trałowców. Został przezbrojony w radzieckie działo kal. 85 mm i wyposażony w trały: akustyczny SA-IV, elektromagnetyczny TEM-VI i kontaktowy OROPES. Wycofano go ze służby 26 czerwca 1957 roku i prawdopodobnie rozebrano w porcie w Gdyni (według innych źródeł, skreślono go z ewidencji rozkazem z 8 stycznia 1957 roku.